# 濱海投資
濱海投資有限公司，簡稱濱海投資（英語：Binhai Investment Company Limited，港交所：2886），在1994年，由當時富商沈家燊創立前身為「華燊燃氣控股有限公司」。現時第一大股東為天津泰達投資控股有限公司，持有39.50%股權，第二大股東為中石化長城燃氣投資有限公司，持有29.99%股權，主席兼執行董事為王志勇先生，副主席兼執行董事為左志民先生，總經理兼執行董事為高亮先生。
業務在中國內地投資建設和經營城市燃氣管道網絡，提供管道安裝及施工服務，供應及提供天然氣、液化石油氣，為工、商業用戶和城市居民提供清潔能源。
股份當時在2000年3月16日於港交所創業板上市，當時代碼為8035.HK。而在首天上市漲幅為3.86倍，而營業收入更加每年漲幅為90%。但是由於發生財政問題，於是在2004年4月6日,该公司被香港證監會勒令停牌，其後被中国國家外管局進行調查事件。
之後在2004年,该公司被天津泰達投資控股有限公司進行重組該企業，2009年3月通過重組業務，同年5月更名。
2013年11月28日，該公司向港交所申請轉在主板上市。2014年2月10日為創業板最後交易日期，2月11日轉在主板上市。

## 外部連結
- Binhaiinv.com （页面存档备份，存于）